# Sianów (gmina)
Pour le chef-lieu, voir Sianów.
Sianów est une gmina mixte du powiat de Koszalin, Poméranie occidentale, dans le nord-ouest de la Pologne. Son siège est la ville de Sianów, qui se situe environ 10 km au nord-est de Koszalin et 145 km au nord-est de la capitale régionale Szczecin.
La gmina couvre une superficie de 226,78 km2 pour une population de 13 765 habitants en 2016.

## Géographie
Outre la ville de Sianów, la gmina inclut les villages de Bielkowo, Borowiec, Dąbrowa, Gorzebądz, Grabówko, Gracz, Iwięcino, Karnieszewice, Kędzierzyn, Kleszcze, Kłos, Kołzin, Kościerza, Krzykacz, Maszkowo, Mokre, Osieki, Płonka, Przytok, Ratajki, Rzepkowo, Sieciemin, Siecieminek, Sierakówko, Sierakowo Sławieńskie, Skibienko, Skibno, Skwierzynka, Sowieński Młyn, Sowno, Sucha Koszalińska, Suszka, Szczeglino, Szczeglino Nowe, Trawica, Węgorzewo Koszalińskie, Wierciszewo et Wonieść.
La gmina borde la ville de Koszalin et les gminy de Będzino, Darłowo, Malechowo, Manowo, Mielno et Polanów.